# Espace mort respiratoire
 (décembre 2023).
Le contenu est difficilement compréhensible vu les erreurs de traduction, qui sont peut-être dues à l'utilisation d'un logiciel de traduction automatique.
L'espace mort est le volume d'air inhalé qui ne participe pas aux échanges gazeux, car soit il reste dans les voies respiratoires conductrices, soit il atteint des alvéoles peu ou pas perfusées. Cela signifie que l'air présente dans chaque respiration n'est pas intégralement disponible pour l'échange d'oxygène et de dioxyde de carbone. Les mammifères inspirent et expirent par leurs poumons, gaspillant la partie de l'inhalation qui reste dans les voies respiratoires conductrices où aucun échange gazeux ne peut avoir lieu.

## Composants
L'espace mort total (également appelé espace mort physiologique) est la somme de l'espace mort anatomique et de l'espace mort alvéolaire.
Les avantages de l'espace mort sont les suivants :
- L'air inspiré est porté à la température du corps, augmentant ainsi l'affinité de l'hémoglobine pour l'oxygène, améliorant ainsi l'absorption d'O 2[2].
- Les particules sont piégées sur le mucus qui tapisse les voies respiratoires conductrices, permettant ainsi leur élimination par transport mucociliaire.
- L'air inspiré est humidifié, améliorant ainsi la qualité du mucus des voies respiratoires[2].

Chez l'humain, au repos, environ un tiers du volume respiratoire se trouve dans l'espace mort et ne participe donc pas aux échanges gazeux. Chez l’adulte, ce volume est généralement de l’ordre de 150 mL.
L'espace mort peut être augmenté (et mieux visualisé) en respirant à travers un long tube, tel qu'un tuba. Bien qu'une extrémité du tuba soit ouverte à l'air, lorsque l'utilisateur inspire, il inhale une quantité importante d'air resté dans le tuba lors de l'expiration précédente. Par conséquent, un tuba augmente l'espace mort de la personne en ajoutant encore plus de voies respiratoires qui ne participent pas aux échanges gazeux.

### Espace mort anatomique
L'espace mort anatomique est le volume des voies respiratoires conductrices (du nez, de la bouche et de la trachée jusqu'aux bronchioles terminales). Ceux-ci conduisent le gaz vers les alvéoles mais aucun échange gazeux ne se produit dans l'espace mort anatomique. Dans les poumons sains où l'espace mort alvéolaire est petit, la méthode de Fowler mesure avec précision l'espace mort anatomique en utilisant une technique de lavage àl'azote en une seule respiration,.
La valeur normale du volume de l'espace mort (en ml) représente en moyenne environ un tiers du volume courant au repos (soit environ 150 ml puisque le volume courant se situe en moyenne entre 450 à 500 ml). Dans l'étude originale de Fowler, l'espace mort anatomique était de 156 ± 28 ml (n = 45 mâles), soit 26 % de leur volume courant. Malgré la flexibilité de la trachée et des voies respiratoires conductrices plus petites, leur volume global (c'est-à-dire l'espace mort anatomique) change peu en cas de bronchoconstriction ou de respiration rapide et ample pendant l'exercice,.
Comme les oiseaux ont une trachée plus longue et plus large que les mammifères de même taille, ils ont un espace mort anatomique disproportionné, réduisant la résistance des voies respiratoires. Cette adaptation n’a pas d’impact sur les échanges gazeux car les oiseaux font circuler l’air dans leurs poumons – ils n’inspirent pas et n’expirent pas comme les mammifères.

### Espace mort alvéolaire
L’espace mort alvéolaire est défini comme la différence entre l’espace mort physiologique et l’espace mort anatomique. Elle est alimentée par toutes les unités respiratoires terminales qui sont surventilées par rapport à leur perfusion. Elle inclut donc, d'une part, les unités ventilées mais non perfusées, et d'autre part, celles qui ont un rapport ventilation-perfusion supérieur à un. L'espace mort alvéolaire est négligeable chez les individus en bonne santé, mais il peut augmenter considérablement dans certaines maladies pulmonaires en raison d' une inadéquation ventilation-perfusion.

## Calculateur
Tout comme l’espace mort gaspille une fraction de la respiration inhalée, l’espace mort dilue l’air alvéolaire lors de l’expiration. En quantifiant cette dilution, il est possible de mesurer l'espace mort physiologique, en utilisant le concept de bilan de masse, tel qu'exprimé par l' équation de Bohr,.
{\displaystyle {\frac {V_{d}}{V_{t}}}={\frac {P_{a\,{\ce {CO2}}}-P_{e\,{\ce {CO2}}}}{P_{a\,{\ce {CO2}}}}}}
où {\displaystyle V_{d}} est le volume de l'espace mort et {\displaystyle V_{t}} est le volume courant ;
{\displaystyle P_{a\,{\ce {CO2}}}} est la pression partielle du dioxyde de carbone dans le sang artériel, et
{\displaystyle P_{e\,{\ce {CO2}}}} est la pression partielle du dioxyde de carbone dans l'air mélangé expiré (expiré).

### Espace mort physiologique
L'équation de Bohr est utilisée pour mesurer l'espace mort physiologique. Malheureusement, la concentration de dioxyde de carbone (CO2) dans les alvéoles est nécessaire pour utiliser l'équation, mais il ne s'agit pas d'une valeur unique car le rapport ventilation-perfusion est différent selon les différentes unités pulmonaires chez le sujet sain comme chez le sujet malade. En pratique, la pression partielle artérielle du CO2 est utilisée comme estimation de la pression partielle alvéolaire moyenne du CO2, une modification introduite par Henrik Enghoff en 1938 (Enghoff H. Volumen inefficax. Bemerkungen zur Frage des schadlichen Raumes. Upsala Läkarefören Forhandl ., 44 : 191-218, 1938). En effet, la valeur de pCO2 artérielle unique fait la moyenne des différentes valeurs de pCO2 dans les différentes alvéoles, et rend ainsi l'équation de Bohr utilisable.
La quantité de CO2 expirée par les alvéoles saines est diluée par l'air des voies respiratoires conductrices (espace mort anatomique) et par les gaz des alvéoles surventilées par rapport à leur perfusion. Ce facteur de dilution peut être calculé une fois que la pCO2 expirée mélangée dans l'haleine expirée est déterminée (soit en surveillant électroniquement l'haleine expirée, soit en collectant l'haleine expirée dans un sac imperméable aux gaz (un sac Douglas), puis en mesurant la pCO2 de l'air expiré. gaz expiré mélangé dans le sac de collecte). Algébriquement, ce facteur de dilution nous donnera l'espace mort physiologique tel que calculé par l'équation de Bohr :
{\displaystyle {\frac {V_{\ce {physiological\,dead\,space}}}{V_{t}}}={\frac {P_{a\,{\ce {CO2}}}-P_{\ce {mixed\,expired\,CO2}}}{P_{a\,{\ce {CO2}}}}}}

### Espace mort alvéolaire
L'espace mort alvéolaire est déterminé comme la différence entre l'espace mort physiologique (mesuré à l'aide de la modification d'Enghoff de l'équation de Bohr) et l'espace mort anatomique (mesuré à l'aide de la technique de respiration unique de Fowler).
Un indice clinique de la taille de l'espace mort alvéolaire est la différence entre la pression partielle artérielle de CO2 et la pression partielle de fin d'expiration de CO2 .

### Espace mort anatomique
Une procédure différente est utilisée pour mesurer l'espace mort anatomique. Cette procédure est la suivante : le sujet du test respire complètement, inhale profondément à partir d'un mélange gazeux à 0 % d'azote (généralement 100 % d'oxygène), puis expire dans un équipement qui mesure le volume d'azote et de gaz. Cette expiration finale se déroule en trois phases. La première phase (phase 1) ne contient pas d'azote car il s'agit d'un gaz contenant 100 % d'oxygène dans l'espace mort anatomique. La concentration en azote augmente ensuite rapidement pendant la deuxième phase qui est courte (phase 2) pour atteindre finalement un plateau dans la troisième phase (phase 3). L'espace mort anatomique est égal au volume expiré lors de la première phase cumulé au volume jusqu'à mi-chemin de la transition de la phase 1 à la phase 3.

## Patient ventilé
La profondeur et la fréquence de notre respiration sont déterminées par les chimiorécepteurs et le tronc cérébral, modifiées par un certain nombre de sensations subjectives. Lorsqu'il est ventilé mécaniquement en mode controlé, le patient respire à un rythme et un volume courant dictés par la machine. En raison de l'espace mort, prendre des respirations profondes plus lentement (par exemple dix respirations de 500 ml par minute) est plus efficace que de prendre des respirations superficielles rapidement (par exemple vingt respirations de 250 ml par minute). Bien que la quantité de gaz par minute soit la même (5 L/min), une grande partie des respirations superficielles constituent un espace mort et ne permettent pas à l’oxygène de pénétrer dans le sang. Mais afin de limiter le risque de barotraumatisme, les médecins (en particulier les réanimateurs) règlent souvent, chez les patients fragiles, le respirateur à une fréquence rapide (par exemple vingt respirations de 250 ml par minute). Cette précaution prend ses limites avec ce phénomène d'espace mort physiologique.

## Espace mort mécanique
L'espace mort mécanique est un espace mort dans un appareil dans lequel le gaz respiratoire doit circuler dans les deux sens lorsque l'utilisateur inspire et expire, augmentant l'effort respiratoire nécessaire pour obtenir la même quantité d'air ou de gaz respiratoire utilisable et risquant d'accumuler du Dioxyde de carbone. des respirations superficielles. Il s’agit en effet d’une extension externe de l’espace mort physiologique.
Il peut être réduit par :
- L'utilisation de passages d'admission et d'échappement séparés avec des valves unidirectionnelles placées dans l'embout buccal. Cela limite l'espace mort entre les clapets anti-retour et la bouche ou le nez de l'utilisateur. L'espace mort supplémentaire peut être minimisé en gardant le volume de cet espace mort externe aussi petit que possible, mais cela ne devrait pas augmenter indûment le travail respiratoire.
- Le masque intégral ou casque de plongée à la demande :
  - Garder le volume intérieur petit
  - Avoir un petit masque orinasal interne à l'intérieur du masque principal, qui sépare le passage respiratoire externe du reste de l'intérieur du masque.
  - Quelques modèles de masques complets sont équipés d'un embout buccal comme ceux utilisés sur les détendeurs de plongée, qui a la même fonction qu'un masque orinasal, mais peut réduire davantage le volume de l'espace mort externe, au prix de forcer la respiration buccale (et agir comme un bâillon, empêchant de parler clairement).

## Voir également
- Bohr equation – Equation describing the amount of physiological dead space in a person's lungs
- Christian Bohr – Danish physician and professor of physiology
- Multiple inert gas elimination technique – Medical technique
- Respiratory system – Biological system in animals and plants for gas exchange

## Lectures complémentaires
- Arend Bouhuys. 1964. "Espace mort respiratoire." dans Manuel de physiologie. Section 3 : Respiration. Vol 1. Wallace O. Fenn et Hermann Rahn (éd.). Washington : Société américaine de physiologie.
- John B. Ouest. 2011. Physiologie respiratoire : l'essentiel. Lippincott Williams et Wilkins ; Neuvième édition. (ISBN 978-1609136406).